# Huilatherium
Huilatherium — вимерлий рід леонтініїд, групи копитних ссавців ряду Notoungulata, що включає інші південноамериканські родини нотоунгулят, які еволюціонували паралельно з деякими ссавцями Північної півкулі. Леонтініїди належали до травоїдних видів середнього та великого розмірів, з відносно короткими черепами та міцними кінцівками, дещо схожими на своїх родичів, найвідоміших токсодонтидів.
Пізніші описи виду повідомляють про додатковий матеріал від дорослих особин: інші фрагменти черепа, більше зубів і деякі посткраніальні частини, показуючи, що це була тварина вагою до 800 кілограмів, одна з найбільших у своєму роді, яка жила в середньому міоцені, приблизно 12 Ma, які особливо відомі тим, що були останнім і найбільш спеціалізованим відомим представником своєї родини. У леонтініїд спостерігається поступова тенденція до спеціалізації зубів, де розвиваються більше різці та з'являється помітна діастема. У Huilatherium ікла дуже зменшені в розмірі, зменшується кількість передніх різців і розвиваються бивнеподібні різці. Ці особливості вказують на тісний зв'язок із Taubatherium paulacoutoi, родом з олігоцену формації Тремембе в Бразилії, з яким утворюють окрему кладу від інших видів родини, які в основному відомі з місць палеогену в Аргентині, і це вказує на те, як ця родина була переселена на тропічну північ Південної Америки, оскільки зміни клімату сприяли зникненню лісового середовища, від якого вони залежали.